# Eumundi
Eumundi ist ein kleiner Ort im Hinterland der Sunshine Coast in Queensland, Australien. Er liegt etwa 115 Kilometer nördlich von Brisbane und 9 Kilometer nördlich von Nambour am Bruce Highway. Im Jahr 2021 lebten hier 1119 Personen.

## Geschichte
Der Name der Ortschaft geht auf Ngumundi oder Huomundy zurück, einen Krieger der lokalen Aborigines, der im Jahr 1831 einen entflohenen Sträfling adoptierte.
In den 1850er Jahren wurde im Gebiet von Eumundi Vieh gezüchtet. Die erste Straße durch das Gebiet wurde 1867 gebaut, als der Goldrausch von Gympie begann. In den 1880er Jahren wurde die Ortschaft besiedelt und um 1900 gab es dort Geschäfte, Handwerker und Straßen. Als 1891 die Eisenbahnstrecke von Yandina nach Cooroy fertiggestellt worden war, wurde der Ortsname von der Eisenbahngesellschaft mit Eumundi vergeben. Durch den Eisenbahnanschluss entwickelte sich der Ort zu einem regionalen Zentrum der Holz- und Milchwirtschaft. 1900 ließ sich die erste Sägemühle nieder, die bis 1938 in Betrieb war. 1908 wurde eine Stadthalle gebaut, 1911 ein Hotel sowie eine Methodistenkirche und 1912 eine anglikanische Kirche. 1912 wurde eine Kunstschule eröffnet. Die Kirchen und das Gebäude der Kunstschule stehen heute unter Denkmalschutz. 1922 kam eine weitere Sägemühle in den Ort. Die eine verarbeitete Hart-, die andere Weichholz. Durch die Holzwirtschaft wurde das Gebiet gerodet, auf dem Weideflächen entstanden und die Milchwirtschaft sich weiter entwickelte. In den 1920er Jahren wurde in Eumundi und im nahe gelegenen Nambour eine Buttermanufaktur gebaut.
In den 1960er Jahren wurden viele auf Milchprodukte und Bananenanbau spezialisierte Bauernbetriebe unrentabel. Die Anwesen wurden von Personen übernommen, die die Ruhe auf dem Lande suchten, so dass neue Bewohner in die Gegend kamen.

## Heute
Eumundi hat eine Eisenbahnstation, ein Hotel und das Eumundi Historical Museum, das 1996 im Gebäude der ehemaligen Methodist Church eröffnet wurde. Die denkmalgeschützte Buttermanufaktur brannte 2005 ab.
Jeden Samstag findet ein Markt statt, auf dem Produkte der Region und auch kunsthandwerkliche Artikel angeboten werden. Ferner gibt es einen Markt am Vormittag an jedem Mittwoch. Der Markt zieht viele Besucher und Touristen an.
Eumundi beherbergt auch eine kleine Bierbrauerei und eine Weinkellerei.

## Persönlichkeiten des Orts
- Kevin Rudd, zweimaliger Premierminister Australiens und Außenminister, lebte einige Jahre als Schüler auf einer Farm in der Nähe des Orts
- Patrick Rafter, Tennisspieler